# Donatella Legnaioli
Donatella Legnaioli (San Giuliano Terme, 4 gennaio 1960) è una politica italiana.

## Biografia
Alle elezioni amministrative del 2016 è eletta consigliere comunale di Cascina ed è nominata assessore al Personale, rimanendo in carica fino al 2019.
Alle elezioni politiche del 2018 è stata eletta deputata della Lega. È membro dal 2018 della XI Commissione lavoro pubblico e privato nonché dal 2019 membro della Commissione parlamentare d’inchiesta sui fatti accaduti presso la Comunità “Il Forteto”.